# Spjutkastning för damer i friidrott vid olympiska sommarspelen 2012

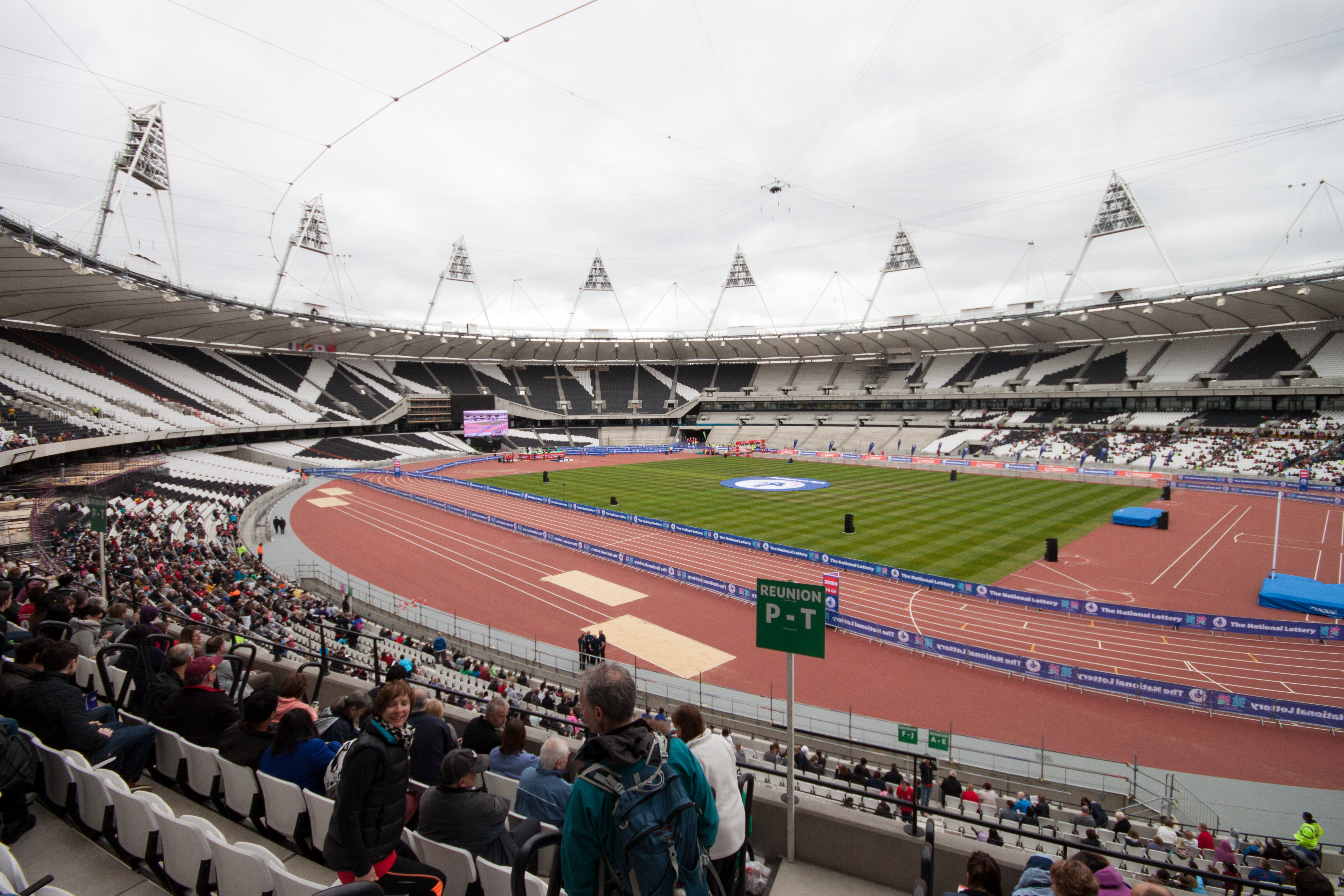
Londons Olympiastadion

Damernas spjutkastning vid olympiska sommarspelen 2012, i London i Storbritannien avgjordes den 7-9 augusti. Först hölls ett kval, och de som klarade kvalgränsen alternativt placerade sig tillräckligt bra fick tävla även i finalen.

## Medaljörer
| Event         | Guld                       | Guld                       | Silver                       | Silver                       | Brons                | Brons                |
| Spjutkastning | Barbora Špotáková Tjeckien | Barbora Špotáková Tjeckien | Christina Obergföll Tyskland | Christina Obergföll Tyskland | Linda Stahl Tyskland | Linda Stahl Tyskland |

## Program
Tider anges i lokal tid, det vill säga västeuropeisk sommartid (UTC+1).
| Datum                        | Tid   | Omgång |
| ---------------------------- | ----- | ------ |
| Tisdagen den 7 augusti 2012  | 10:00 | Kval   |
| Torsdagen den 9 augusti 2012 | 21:00 | Final  |

## Resultat

### Kval
| Placering | Grupp | Namn                   | Nationalitet   | #1    | #2    | #3    | Resultat | Noteringar |
| --------- | ----- | ---------------------- | -------------- | ----- | ----- | ----- | -------- | ---------- |
| 1         | A     | Barbora Špotáková      | Tjeckien       | 66.19 | –     | –     | 66,19    | Q          |
| 2         | A     | Christina Obergföll    | Tyskland       | 66.14 | –     | –     | 66,14    | Q          |
| 3         | B     | Sunette Viljoen        | Sydafrika      | 65.92 | –     | –     | 65,92    | Q          |
| 4         | A     | Linda Stahl            | Tyskland       | 64.78 | –     | –     | 64.78    | Q SB       |
| 5         | B     | Lu Huihui              | Kina           | 64.45 | –     | –     | 64.45    | Q          |
| 6         | A     | Martina Ratej          | Slovenien      | x     | 63.60 | –     | 63.60    | Q          |
| 7         | B     | Maria Abakumova        | Ryssland       | 63.25 | –     | –     | 63.25    | Q          |
| 8         | B     | Ásdís Hjálmsdóttir     | Island         | 62.77 | –     | –     | 62.77    | Q NR       |
| 9         | B     | Katharina Molitor      | Tyskland       | 58.06 | 55.30 | 62.05 | 62.05    | Q          |
| 10        | A     | Madara Palameika       | Lettland       | 60.62 | 60.50 | 57.91 | 60.62    | q          |
| 11        | A     | Elizabeth Gleadle      | Kanada         | x     | 59.73 | 60.26 | 60.26    | q          |
| 12        | B     | Kathryn Mitchell       | Australien     | 60.11 | 57.80 | 59.84 | 60.11    | q          |
| 13        | A     | Lina Muze              | Lettland       | 51.15 | 59.48 | 59.91 | 59.91    |            |
| 14        | B     | Jarmila Klimešová      | Tjeckien       | 56.76 | 59.90 | x     | 59.90    |            |
| 15        | A     | Brittany Borman        | USA            | 54.31 | 56.50 | 59.27 | 59.27    |            |
| 16        | B     | Yuki Ebihara           | Japan          | 59.25 | 58.03 | 54.17 | 59.25    |            |
| 17        | A     | Kimberley Mickle       | Australien     | 59.23 | 57.77 | x     | 59.23    |            |
| 18        | B     | Indre Jakubaityte      | Litauen        | 54.05 | 56.63 | 59.05 | 59.05    | SB         |
| 19        | B     | Vera Rebrik            | Ukraina        | x     | 58.97 | x     | 58.97    |            |
| 20        | B     | Sinta Ozolina-Kovala   | Lettland       | x     | 58.86 | 51.35 | 58.86    |            |
| 21        | A     | Laila Ferer e Silva    | Brasilien      | 51.66 | 52.61 | 58.39 | 58.39    |            |
| 22        | B     | Hanna Hatsko           | Ukraina        | 58.37 | 56.02 | 55.94 | 58.37    |            |
| 23        | A     | Zhang Li               | Kina           | 57.17 | 58.35 | x     | 58.35    |            |
| 24        | B     | Rachel Yurkovich       | USA            | 54.20 | x     | 57.92 | 57.92    |            |
| 25        | A     | Noraida Bicet          | Spanien        | 54.08 | 54.56 | 57.77 | 57.77    |            |
| 26        | A     | Tatjana Jelača         | Serbien        | 52.58 | x     | 57.09 | 57.09    |            |
| 27        | B     | Sávva Líka             | Grekland       | 56.36 | 57.06 | x     | 57.06    |            |
| 28        | A     | Margarijta Dorozjon    | Ukraina        | 56.74 | 55.18 | 50.60 | 56.74    |            |
| 29        | B     | Yainelis Ribeaux       | Kuba           | 53.70 | 56.55 | x     | 56.55    |            |
| 30        | B     | Li Lingwei             | Kina           | 55.28 | x     | 56.50 | 56.50    |            |
| 31        | A     | Kara Patterson         | USA            | 56.23 | x     | x     | 56.23    |            |
| 32        | A     | Flor Ruiz              | Colombia       | x     | 54.34 | 52.37 | 54.34    |            |
| 33        | B     | Marina Novik           | Belarus        | 51.93 | 50.77 | 54.31 | 54.31    |            |
| 34        | B     | Leryn Franco           | Paraguay       | 51.45 | x     | 49.72 | 51.45    |            |
| 35        | B     | Anastasija Svetjnikova | Uzbekistan     | 50.56 | 51.27 | x     | 51.27    |            |
| 36        | B     | Vanda Juhász           | Ungern         | 49.90 | 50.01 | x     | 50.01    |            |
| 37        | A     | Elisabeth Eberl        | Österrike      | x     | x     | 49.66 | 49.66    |            |
| 38        | A     | Kristine Harutjunjan   | Armenien       | 47.65 | x     | x     | 47.65    |            |
| i.u.      | A     | Yanet Cruz             | Kuba           | x     | x     | x     | i.u.     | NM         |
| i.u.      | A     | Goldie Sayers          | Storbritannien | x     | x     | x     | i.u.     | NM         |
| i.u.      | B     | Sanni Utriainen        | Finland        | x     | x     | x     | i.u.     | NM         |
| i.u.      | A     | Yusbelys Parra         | Venezuela      | i.u.  | i.u.  | i.u.  | i.u.     | DNS        |

### Final
| Placering | Namn                | Nationalitet | #1    | #2    | #3    | #4    | #5    | #6    | Resultat | Noteringar |
| --------- | ------------------- | ------------ | ----- | ----- | ----- | ----- | ----- | ----- | -------- | ---------- |
| 1         | Barbora Špotáková   | Tjeckien     | 66,90 | 66,88 | 66,24 | 69,55 | x     | x     | 69,55    | WL, SB     |
| 2         | Christina Obergföll | Tyskland     | 65.16 | x     | x     | x     | x     | x     | 65,16    |            |
| 3         | Linda Stahl         | Tyskland     | 59.49 | 63.24 | 62.67 | 64.91 | x     | x     | 64,91    | SB         |
| 4         | Sunette Viljoen     | Sydafrika    | 64.53 | 62.71 | 57.30 | 57.05 | 60.93 | 62.61 | 64,53    |            |
| 5         | Lu Huihui           | Kina         | 59.97 | 63.28 | 58.58 | 61.26 | 63.70 | 62.19 | 63,70    |            |
| 6         | Katharina Molitor   | Tyskland     | 62.89 | 58.15 | 58.51 | x     | x     | x     | 62,89    |            |
| 7         | Martina Ratej       | Slovenien    | x     | 58.89 | 61.62 | x     | 60.11 | 56.90 | 61,62    |            |
| 8         | Madara Palameika    | Lettland     | 56.47 | 60.73 | x     | 59.32 | x     | 59.22 | 60,73    |            |
| 9         | Kathryn Mitchell    | Australien   | 58.31 | 59.46 | 58.45 | –     | –     | –     | 59,46    |            |
| 10        | Maria Abakumova     | Ryssland     | x     | 59.34 | 58.70 | –     | –     | –     | 59,34    |            |
| 11        | Ásdís Hjálmsdóttir  | Island       | 59.08 | 57.35 | x     | –     | –     | –     | 59,08    |            |
| 12        | Elizabeth Gleadle   | Kanada       | 57.10 | x     | 58.78 | –     | –     | –     | 58,78    |            |